# 長徳寺 (千葉市)
長徳寺（ちょうとくじ）は、千葉県千葉市緑区にある真言宗豊山派の寺院。

## 歴史
創建年代は不明である。ただ、後述の梵鐘の由来から、戦国時代後期には既に存在していたものと推測される。
当寺の本尊の薬師如来像は、平安時代中後期の作風があるという
当寺の梵鐘の銘文には、1449年（宝徳元年）に木更津市長須賀の日枝神社に寄進され、1545年（天文14年）に「長福寺（当寺の旧称）」に移された旨が刻まれている。

## 文化財
- 梵鐘（千葉県指定有形文化財 昭和50年3月28日指定）[3]
- 木造薬師如来坐像（千葉県指定有形文化財 昭和60年3月8日指定）[2]

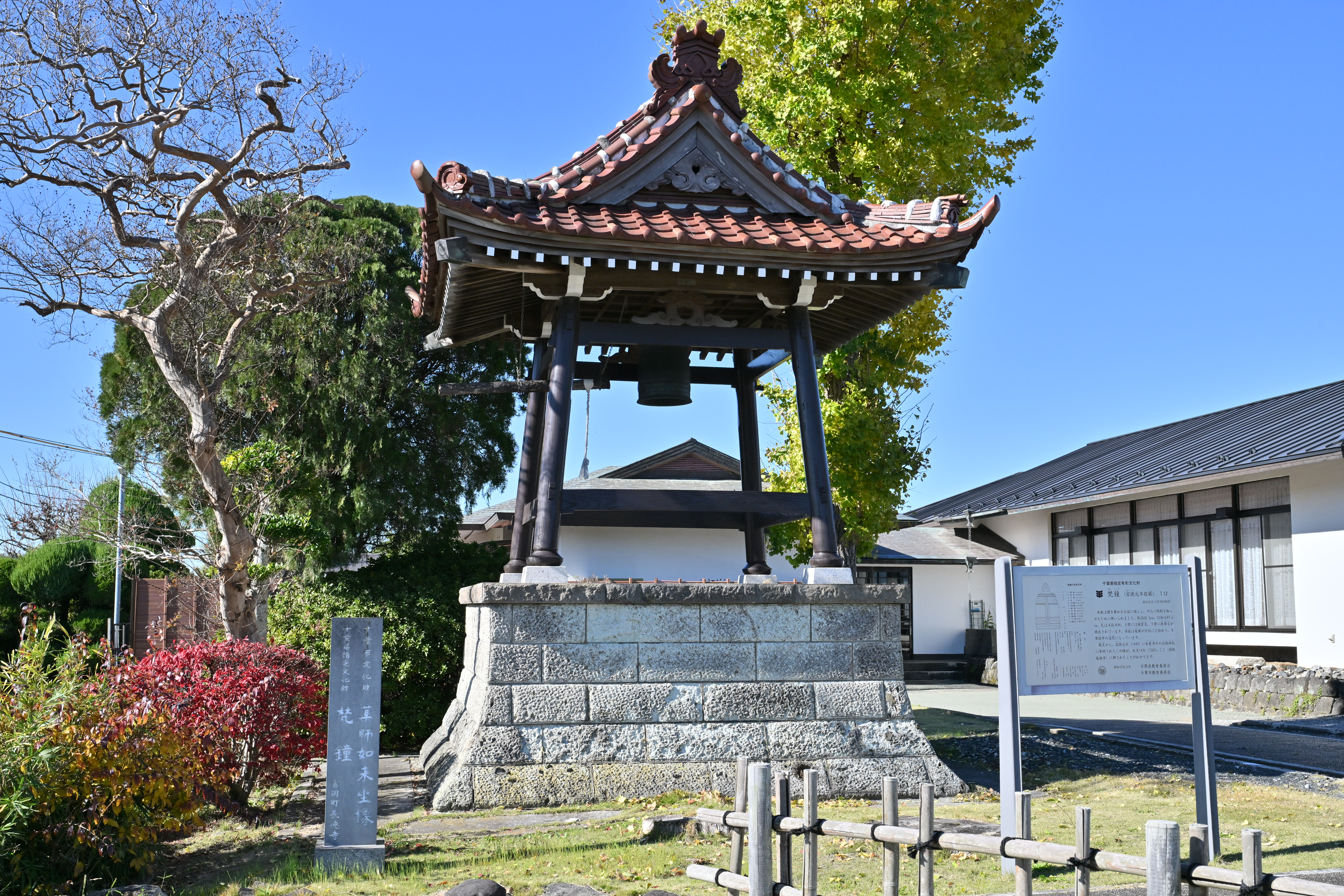
鐘楼
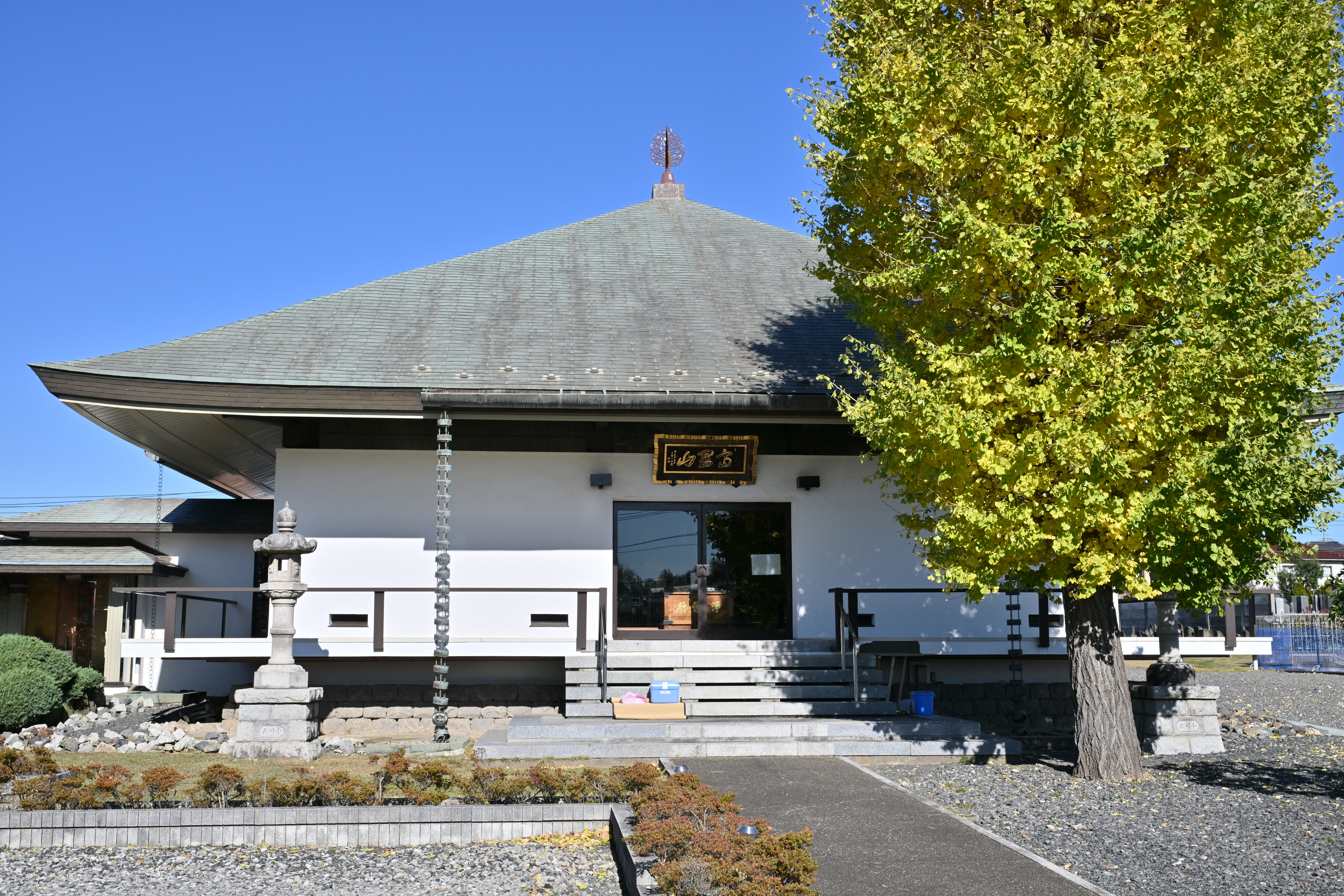
本堂

## 交通アクセス
- 千葉駅よりイオンタウンおゆみ野行き小湊鐵道バス　富岡下車　徒歩1分。